# Alfons Borrell
Alfons Borrell est un peintre abstrait espagnol né le 3 juin 1931 à Barcelone et mort le 6 octobre 2020 à Sabadell.

## Biographie
Alfons Borrell naît le 3 juin 1931 à Barcelone.
Il passe la guerre civile à Blanes et en 1940 sa famille déménage à Sabadell, la ville où il vit le reste de sa vie. Après avoir exercé différents petits métiers, il effectue son service militaire dans le port de Pollença (Majorque) où il fréquente l'atelier de Hermen Anglada Camarasa et le milieu des peintres de Majorque. De retour à Sabadell en 1952 il travaille dans l'horlogerie familiale. Fréquentant à Barcelone l'école des Beaux-Arts de Sant Jordi à partir de 1953, Borrell évolue en 1955 de la figuration à l'expressionnisme abstrait. Il participe la même année avec Joaquim Montserrat, à la création de la Salle d'art actuel de l'Académie des Beaux-Arts de Sabadell et en 1957 collabore à la revue « Riutort » dirigée à Sabadell par Andreu Castells. En 1959 il fait la connaissance de Juan-Eduardo Cirlot qui lui consacrera un essai. Réalisant des peintures de tendance gestuelle, il participe en 1960 avec Antoni Angle, Llorenç Balsach i Grau, Joan Josep Bermúdez, Manuel Duque, Josep Llorens, Joaquim Montserrat et Lluís Vila Plana aux actions collectives dans la rue, à Sabadell et Barcelone, du groupe Gallot et à l'inauguration du Musée d'art contemporain de Barcelone. 

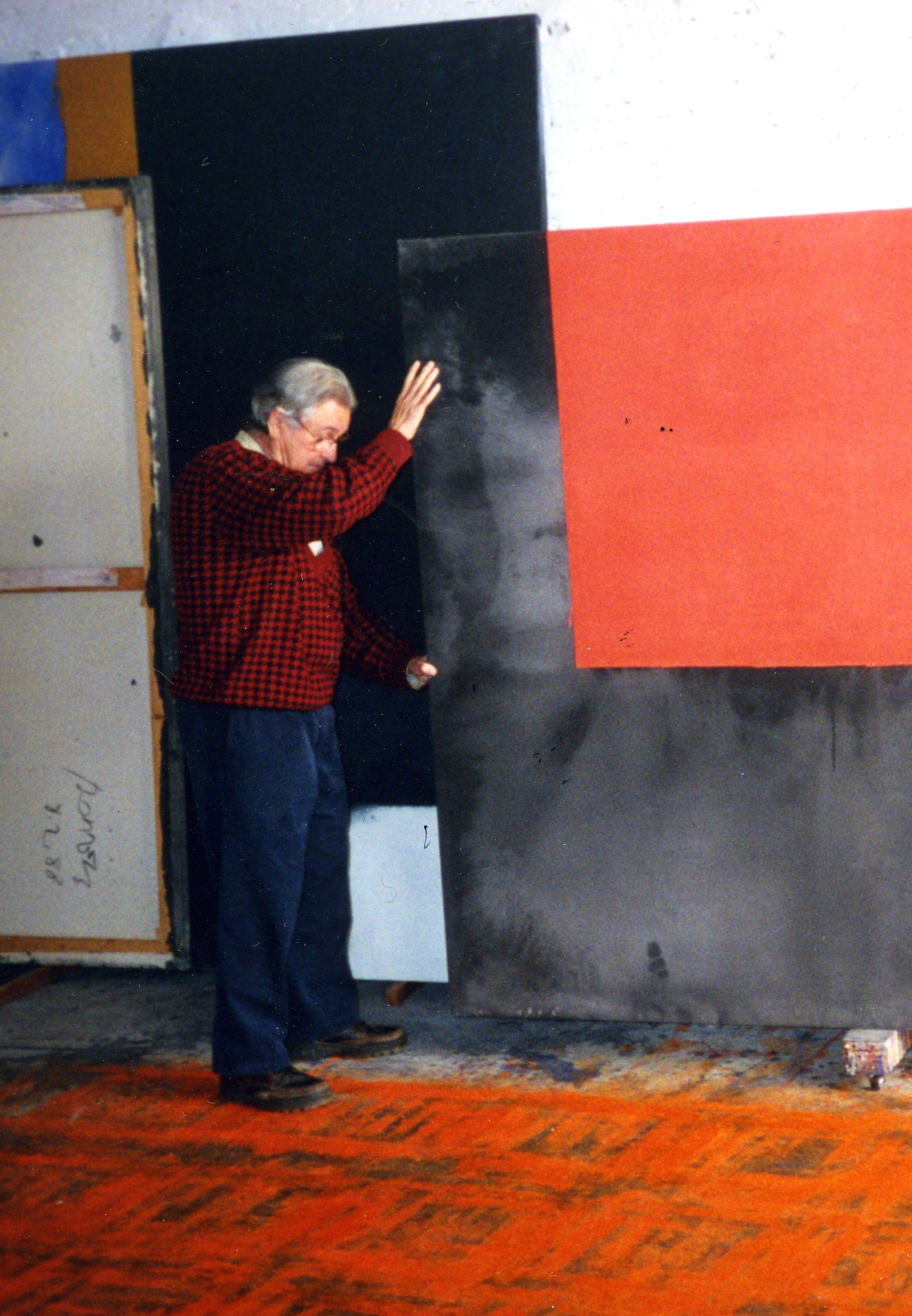
Alfons Borrell dans son atelier en 1996.

Alfons Borrell entre en 1961 dans une décennie de doute et de recherches qui le mène à la simplification de la forme et au resserrement chromatique. Il participe en 1971 à la création de la « Sala Tres » de l'Académie des Beaux-arts de Sabadell. Adoptant l'acrylique il entreprend en 1973 de nouvelles recherches à travers signes et symétries dans le champ des traitements de la surface. Une première exposition rétrospective de son œuvre est présentée à Sabadell en 1975. Participant en 1976 à l'exposition Peinture I de la Fondation Miró de Barcelone, il s'affirme comme l'un des représentants majeurs de la génération nouvelle de peintres qui suit en Catalogne celle de Joan Miró, Antoni Tàpies ou Albert Ràfols-Casamada. En 1978 Borrell présente une exposition personnelle à l'Espace 10 de la Fondation Miró et est sélectionné parmi les 11 artistes catalans exposés au Centre Georges-Pompidou de Paris.  Il commence en 1979 à exposer régulièrement à la galerie Joan Prats de Barcelone (1982, 1986, 1990, 1992, 1994) qui présente ses œuvres dans les grandes manifestations en Espagne, en France (FIAC), en Allemagne, aux États-Unis et au Japon. Sa peinture reçoit le soutien des critiques Juan Eduardo Cirlot, Alexandre Cirici Pellicer, Maria Lluïsa Borràs, Maria Josep Balsach, Pilar Parcerisas et des écrivains ou artistes Joan Brossa, Vicenç Altaió, Joaquim Sala Sanahuja, Perejaume.
Alfons Borrell réalise en 1982 trois scénographies pour le Théâtre Estable à Sabadell. Il est de 1983 à 1996 professeur de peinture à l'école d'art Illa de Sabadell. Il travaille en 1986 à de grands formats, crée une œuvre pour le théâtre « La Farandula » et un projet pour une place publique de Sabadell. En 1987 il réalise sa première exposition personnelle à Paris. La crise qu'il traverse à la suite de la mort de sa femme Rosa en 1988 entraîne une évolution de sa peinture dans le sens d'une radicalité formelle.
Alfons Borrell réalise en 1993 avec Joan Brossa le livre Trasllat. En 1996 est organisée l'exposition itinérante Alfons Borrell o el aura de la pintura. Il participe en 2003 à l'exposition présentée pour le 25e anniversaire de la Fondation Joan Miró. En 2006 est inaugurée au Centre Culturel  de L'Hospitalet de Llobregat l'exposition rétrospective Alfons Borrell o la celebració del color qui est présentée en 2007 au Musée de Sabadell.
Alfons Borrell meurt le 6 octobre 2020 à Sabadell.